# Lacera violacea
Lacera violacea là một loài bướm đêm trong họ Erebidae.